# Кели Карлсън
Кели Лий Карлсън (на английски: Kelly Lee Carlson) (родена на 17 февруари 1976 г.) е американска актриса и модел. Най-известна е с ролята си на Кимбър Хенри в сериала „Клъцни/Срежи“.

## Частична филмография
- „Невидими улики“ – 2012
- „Свръхестествено“ – 2010
- „Касъл“ – 2010
- „Мелроуз Плейс“ – 2009 – 2010
- „Монк“ – 2009
- „Шаферът“ – 2011 – 2013
- „От местопрестъплението: Маями“ – 2008
- „Пехотинецът“ – 2006
- „От местопрестъплението“ – 2006
- „Евърууд“ – 2004 – 2006
- „Клъцни/Срежи“ – 2003 – 2010